# Balleby Station
Balleby Station er en dansk jernbanestation i Balleby.